# Druskininkai
Druskininkai (en biélorusse : Друскенікі ; en polonais : Druskieniki ; en allemand : Druscheniken) est une ville lituanienne, de l'apskritis d'Alytus, chef-lieu de la municipalité homonyme.

## Géographie
La ville est située à l'extrémité sud du pays, dans une région de lacs et de forêts, près des frontières biélorusse et polonaise, à 110 km au sud-ouest de Vilnius. Le Niémen longe la ville, s'élargissant et formant le petit lac Druskonis, et conflue avec la rivière Ratnyčia.

## Démographie
Sa population est de 18 233 habitants au recensement de 2001.

## Économie
La ville est une station thermale très réputée en Lituanie.

## Culture et patrimoine

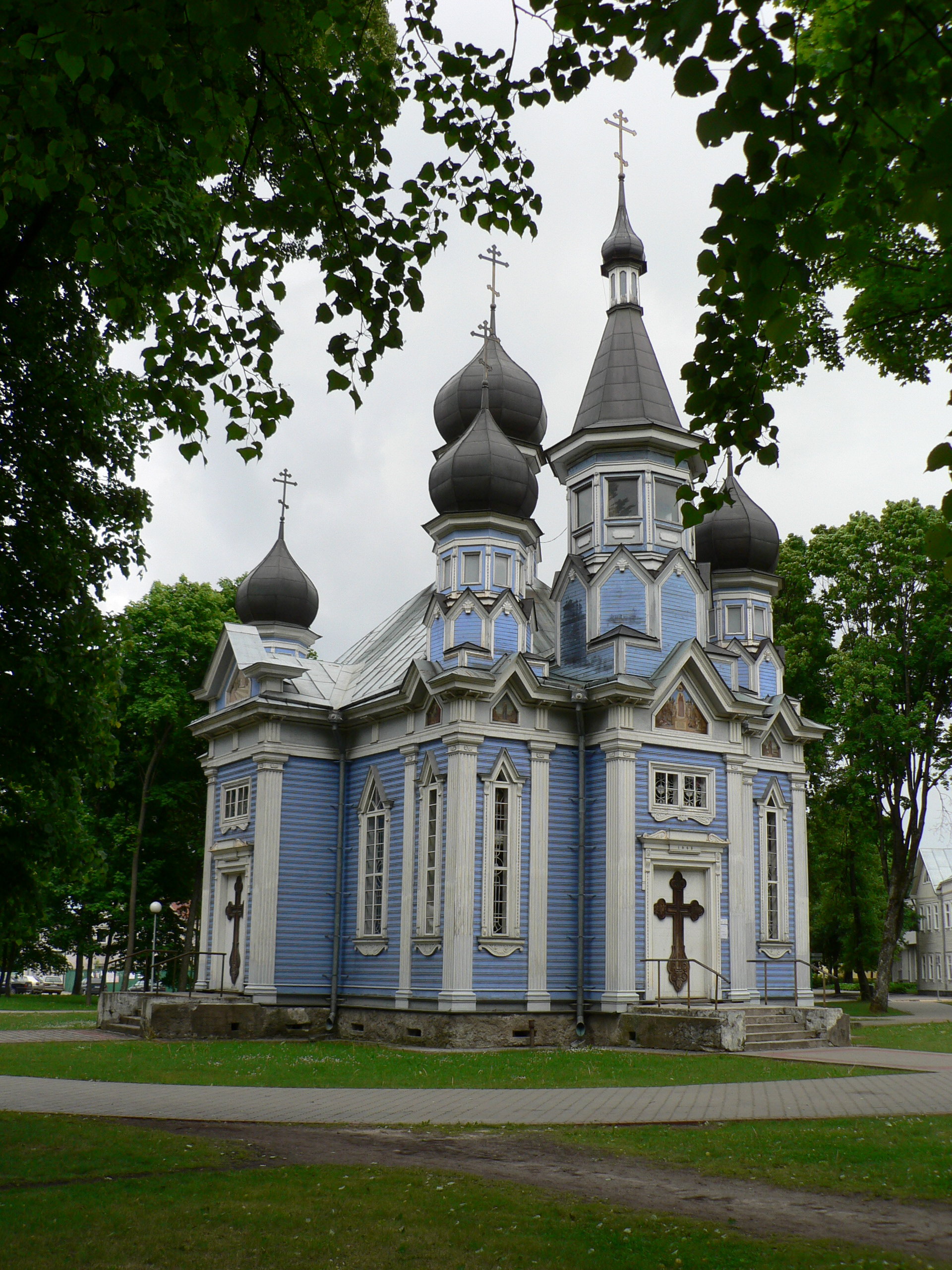
Église orthodoxe russe de Druskininkai.

La ville a deux églises ; une église catholique dédiée à Sainte-Marie, et une église orthodoxe russe dont le nom en russe signifie : « La Joie de ceux qui se lamentent ».
Près de Druskininkai s'élève le parc Grūtas, un parc thématique soviétique, où sont présentés des monuments à Lénine, Staline et à d’autres personnes associées au communisme.
Depuis 2012, le festival international de théâtre de Rimas Tuminas « Vasara » (« été ») se tient à Druskininkai.

## Équipements
En 2006, un parc aquatique est ouvert à Druskininkai, le premier en Lituanie, et en 2011, une piste de ski intérieure, appelé Snow Park (« parc de neige »).

## Jumelages
- Moorhead (États-Unis)
- Voorschoten (Pays-Bas)
- Elbląg (Pologne)
- Augustów (Pologne)

## Personnalités liées à la ville
- Chaim Jacob Lipchitz (1891-1973), sculpteur, est né à Druskininkai.
- Charles Bronson (1921-2003), acteur américain (bien que né aux États-Unis, sa famille est originaire de Druskininkai).
- Marian Turski (1926-2025), historien et journaliste polonais, y est né.